# Harry Garside
Harrison Garside (conocido como Harry Garside; 22 de julio de 1997) es un deportista australiano que compite en boxeo. Participó en los Juegos Olímpicos de Tokio 2020, obteniendo una medalla de bronce en el peso ligero.

## Palmarés internacional
| Juegos Olímpicos | Juegos Olímpicos | Juegos Olímpicos  | Juegos Olímpicos |
| Año              | Lugar            | Medalla           | Categoría        |
| ---------------- | ---------------- | ----------------- | ---------------- |
| 2020             | Tokio (Japón)    | Medalla de bronce | 63 kg            |